# إتيان مارتن
إتيان مارتن (بالفرنسية: Étienne Martin)‏ هو نحات فرنسي، ولد في 4 فبراير 1913 في Loriol-sur-Drôme ‏ في فرنسا، وتوفي في 21 مارس 1995 في باريس في فرنسا.